# Flurstedt
Flurstedt ist ein Ortsteil der Landgemeinde Stadt Bad Sulza im Nordosten des Kreises Weimarer Land.

## Lage
Das Dorf Flurstedt befindet sich im Ilmtal zwischen Apolda und Bad Sulza. Am Südrand des Thüringer Beckens liegend, besitzt das Dorf sowohl in der Ilmaue als auch in den anderen Lagen sehr gute Ackerböden, die mit begrünten Erosionsrinnen aufgelockert sind.

## Verkehr
Die Landesstraße 1060 von Apolda kommend führt nach Bad Sulza durch den Ort. Südlich verläuft die Thüringerbahn von Eisenach nach Halle, der nächste Haltepunkt ist Niedertrebra. Die Buslinie 285 der PVG Weimarer Land verbindet Flurstedt mit Apolda bzw. Bad Sulza.

## Geschichte
In einer Urkunde aus dem Jahre 1052 verlieh Kaiser Heinrich II. die Gerichtsbarkeit über „Flogerstette“ dem Domkapitel zu Naumburg. Später wandelte sich der Name des Orts über Vlorstete, Floristete und Vlurstete zu seiner heutigen Form.
In der Nähe von Flurstedt (Lage: auf dem Sporn der Karl-Friedrichs-Höhe über der Ilm) soll mal eine kleine hochmittelalterliche Herrenburg gestanden haben. 1267 verkaufte der Heinrich Schenk von Apolda das seiner Frau Lukardis gehörende Allodium in Flurstedt an den Erfurter Bürger Bertold Springelo.
Der Ort gehörte zu dem im 14. Jahrhundert gegründeten ernestinischen Amt Dornburg. Ab Anfang des 19. Jahrhunderts war der Ort Teil des Großherzogtums Sachsen-Weimar-Eisenach, welche ihn dem Amt Roßla und 1850 dem Verwaltungsbezirk Weimar II (Verwaltungsbezirk Apolda) angliederte. Seit 1920 gehörte Flurstedt zum Land Thüringen und wurde mit diesem nach 1945 Teil der Sowjetischen Besatzungszone und der DDR. Seit 1990 gehört der Ort zum neu gegründeten Bundesland Thüringen.
Am 31. Dezember 2012 wurde die Gemeinde Flurstedt zusammen mit weiteren Gemeinden in die Stadt Bad Sulza eingegliedert.

### Einwohnerentwicklung
Entwicklung der Einwohnerzahl (jeweils 31. Dezember):
| - 1994: 325 - 1995: 315 - 1996: 303 - 1997: 287 - 1998: 286 - 1999: 298 | - 2000: 300 - 2001: 296 - 2002: 297 - 2003: 279 - 2004: 284 - 2005: 278 | - 2006: 266 - 2007: 275 - 2008: 267 - 2009: 265 - 2010: 260 - 2011: 245 | - 2013: 244 |

 Datenquelle 1994 bis 2011: Thüringer Landesamt für Statistik

Datenquelle ab 2013: Webseite der Stadt Bad Sulza

## Veranstaltungen
- Fasching feiert man seit über 25 Jahren mit dem Flurstedter Faschingsclub (FFC)
- Jährlich gibt es ein Brunnenfest
- Pfingsten wird in Kooperation mit dem Nachbarort Obertrebra jährlich abwechselnd gefeiert

## Persönlichkeiten

### Söhne und Töchter des Ortes
- Carl Friedrich Ernst Freiherr von Lyncker, (? 1726–1801), Jurist, Rittergutsbesitzer
- Carl Wilhelm Heinrich Freiherr von Lyncker (1767–1843), Rittergutsbesitzer, Offizier und Landrat
- Walter Sauerlandt (1899–1982), Ackerbauwissenschaftler

### Personen, die mit dem Ort in Verbindung stehen
- Martin Gottlieb Klauer (1742–1801), Bildhauer, der für die Kirche vier Altarfiguren fertigte

## Sehenswürdigkeiten
- Kirche aus dem Jahr 1123
- Gutshaus mit Hofmauer, Tor und Portal (Dorfstraße 14)
- Wohnhaus (ehem. Pfarrhaus) und Stall (Dorfstraße 20)

- Ilmbrücke (Wickerstedter Straße)
- Steindenkmal Wall (Bettelstein https://geo.viaregia.org/testbed/index.pl?rm=obj&objid=597)
- Geschwister Riemann Brunnen (neben der Kirche)

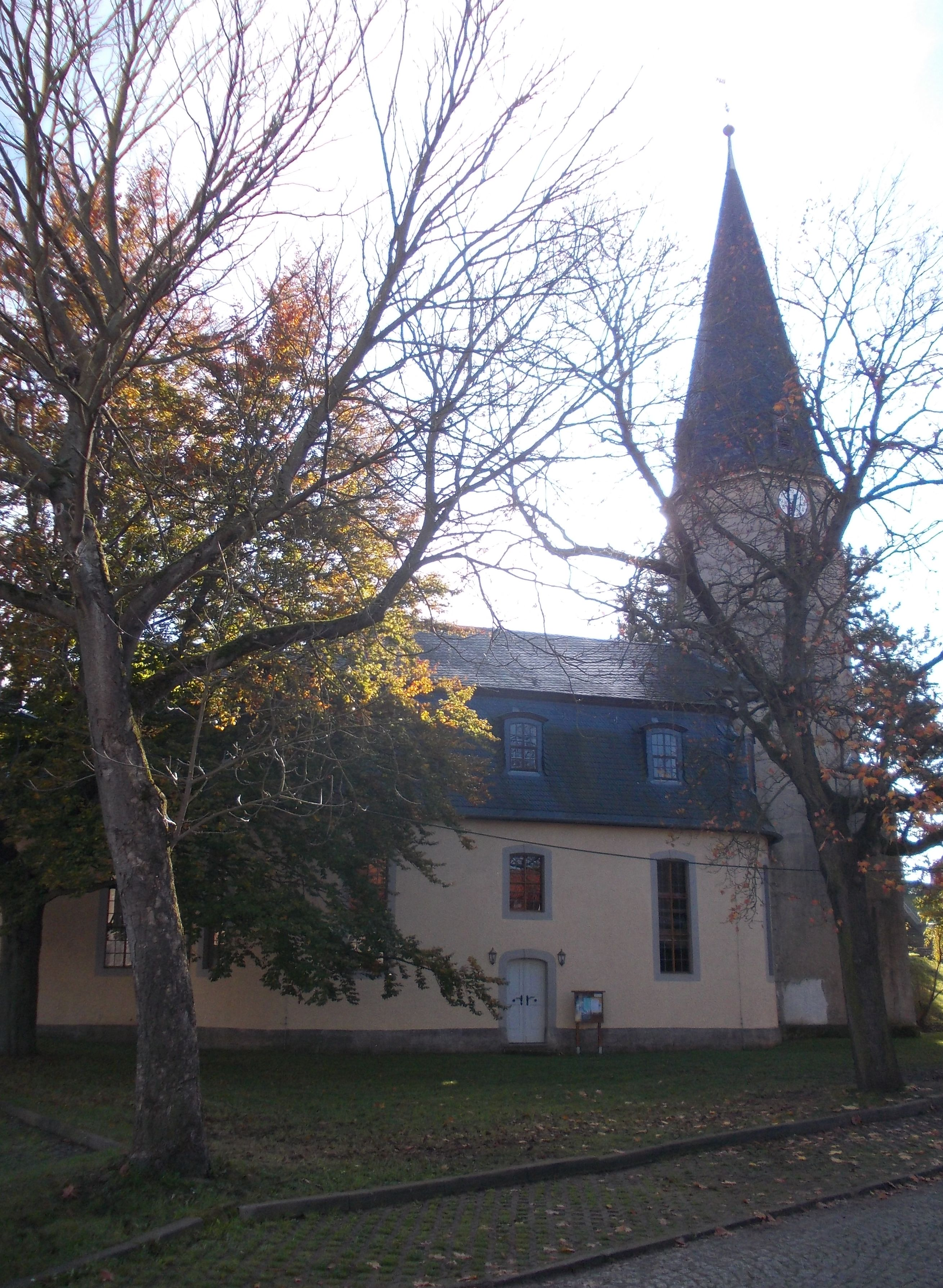
Kirche in Flurstedt
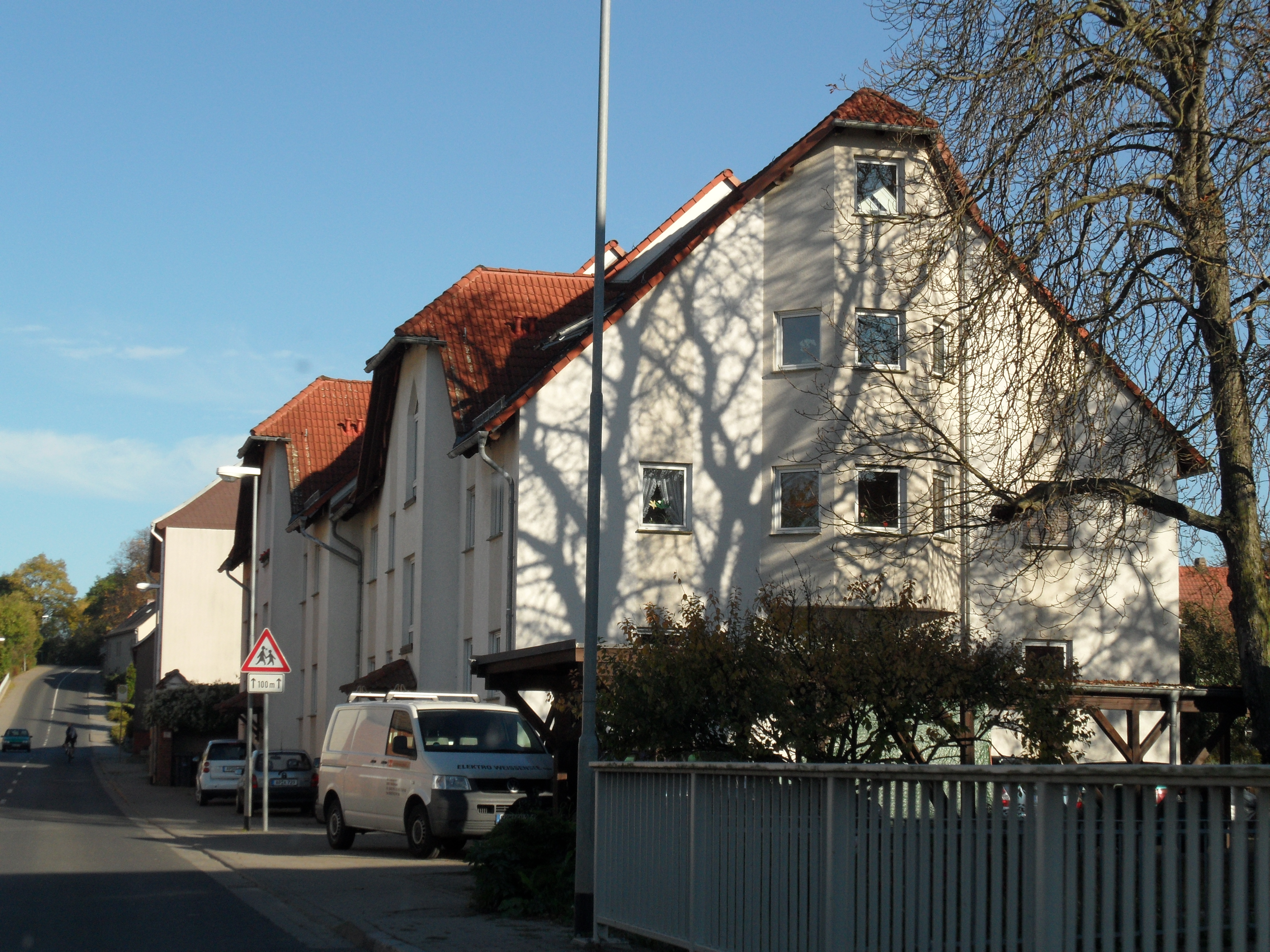
Flurstedt
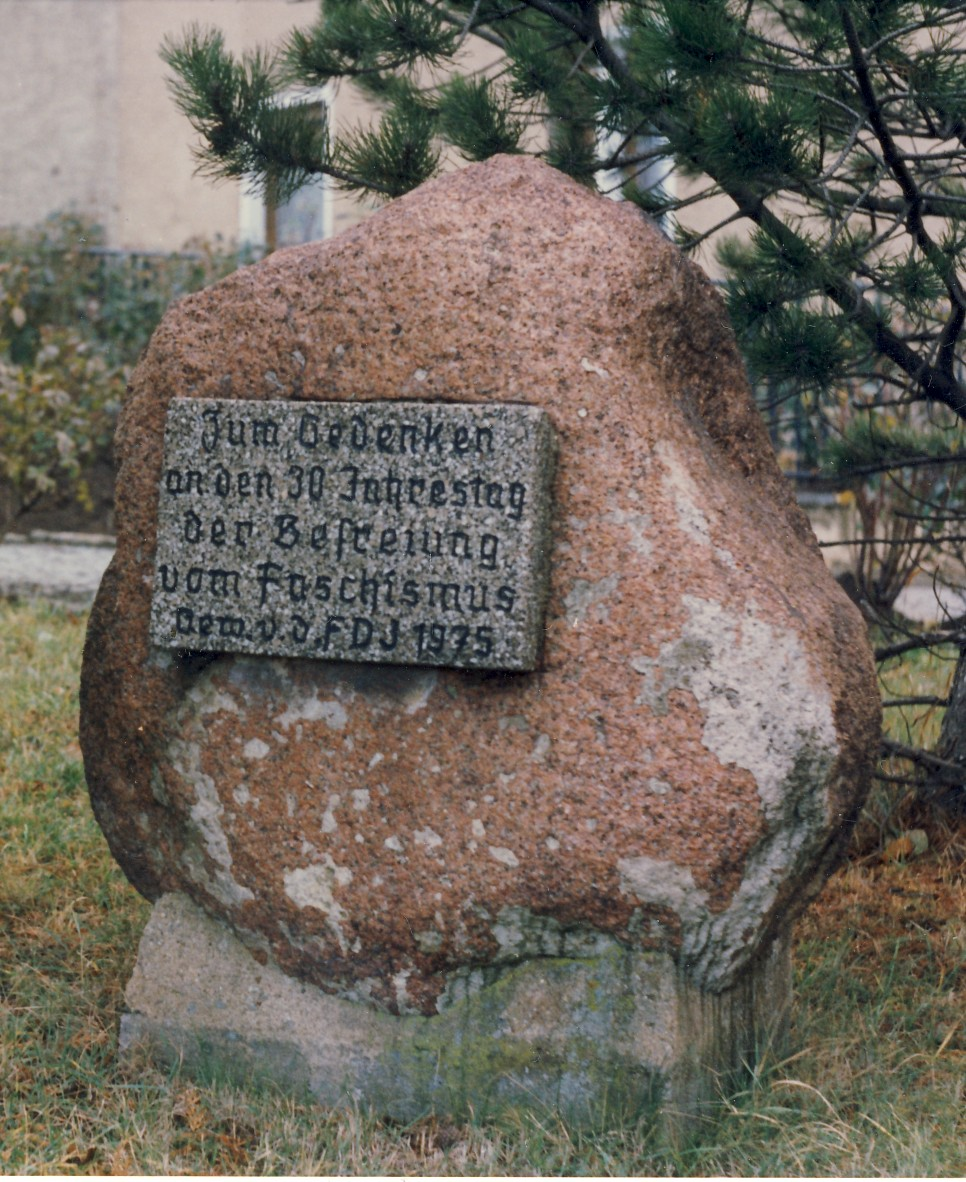
Gedenkstein der Freien Deutschen Jugend (FDJ) für den Tag der Befreiung
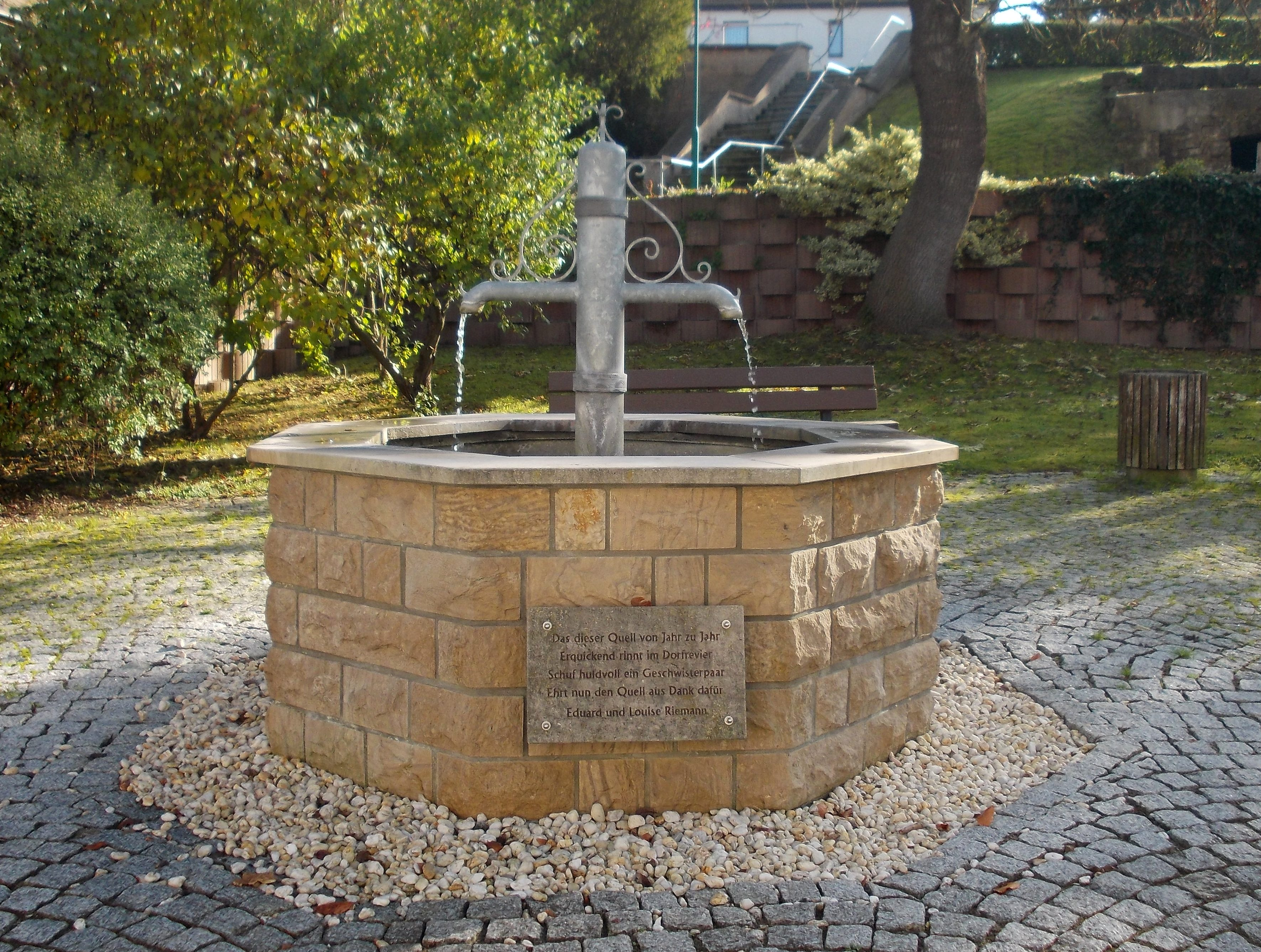
Geschwister-Riemann-Brunnen